# گیلار
گیلارها یک گروه از پرندگان، از گروه پهنه‌چینان هستند که در حال حاضر با دو گونه دیگر در سردهٔ Mareca رده‌بندی می‌شوند. علاوه بر یک گونه که اخیراً منقرض شده است، سه گونه از گیلارها موجود است.

## زیست‌شناسی

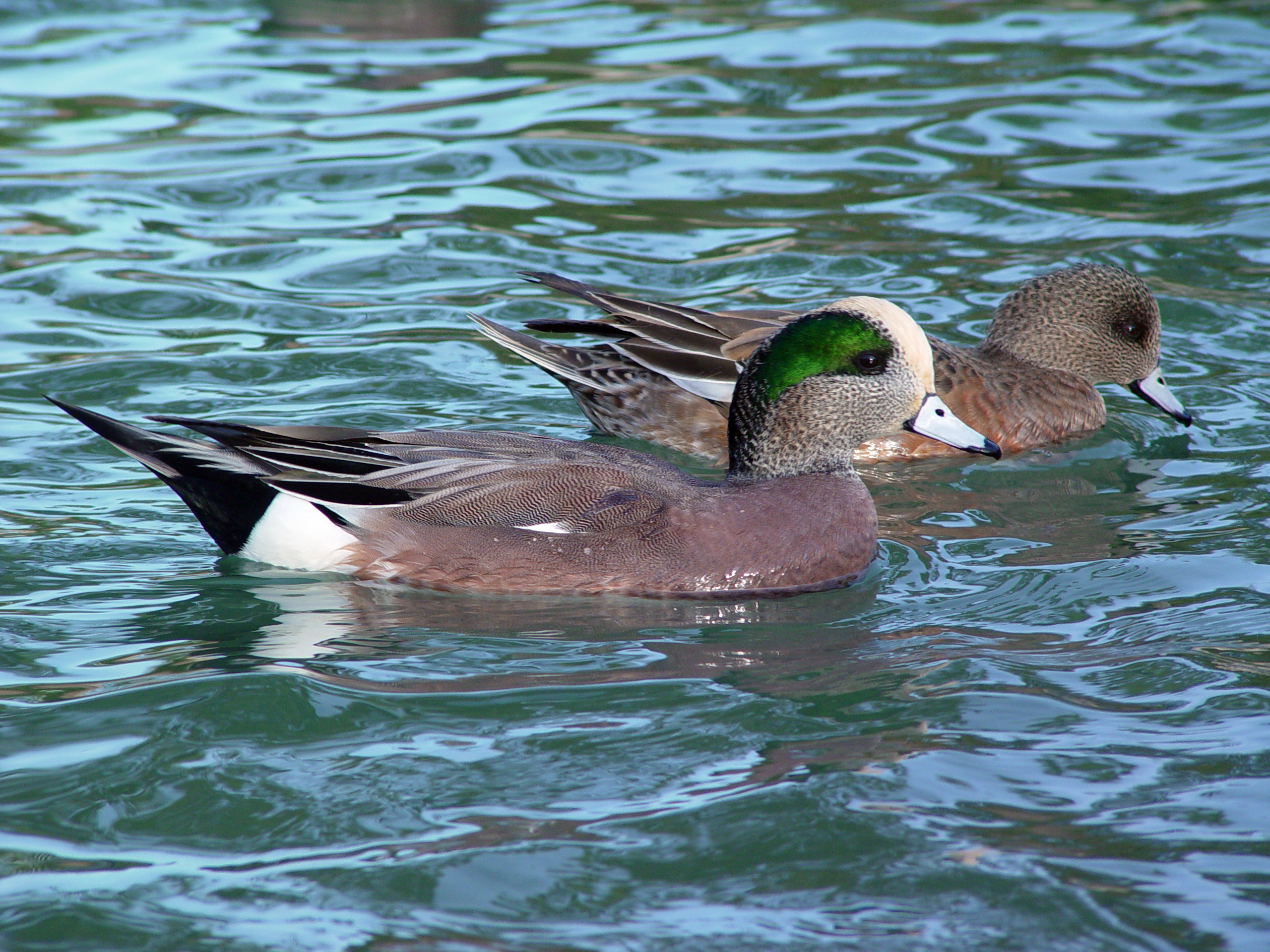
گیلار آمریکایی نر (جلو) و ماده (پشتی).

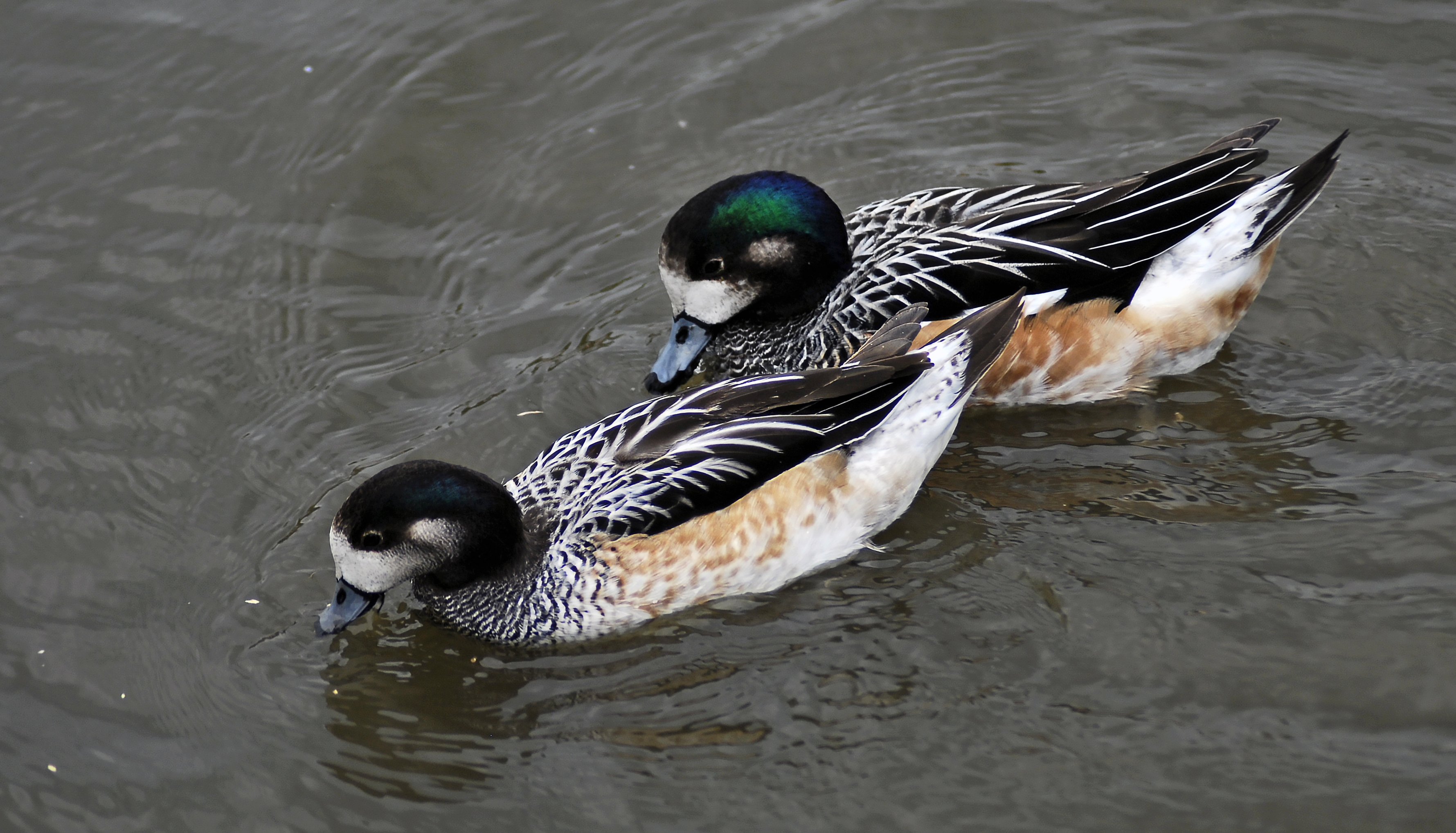
نر (پشتی) و ماده (جلو) گیلار شیلوئه.

سه گونه موجود است: اوراسیایی (Mareca penelope)، آمریکایی (نام علمی: M. americana) و شیلوئه (نام علمی: M. sibilatrix). گونه چهارم، گیلار آمستردام (نام علمی: Mareca marecula)، در قرن نوزدهم منقرض شد. نزدیک‌ترین بستگان گیلارها، که با آنها سردهٔ Mareca را تشکیل می‌دهند، اردک ارده‌ای و اردک ارده‌ای در شمال اروپا و آمریکا و خوتکای کاکلی هستند.
هر سه گونه گیلار به شکل مشابهی، با پیشانی شیب‌دار و پشت‌سر برآمدگی دارد. نرها دارای پرهای مخصوص زادآوری هستند، در پوشش تولک موسمی آنها شبیه به ماده‌ها هستند که از نظر ظاهری در تمام طول سال شبیه هستند. هر سه گونه گیلار در اسارت دورگه می‌دهند در حالی که گیلارهای آمریکایی و اوراسیایی در طبیعت دورگه می‌شوند. دورگه گلار آمریکایی × مرغابی سرسبز نیز ثبت شده است.
پرنده‌شناسان در گذشته به گیلار آمریکایی baldpate می‌گفتند و هنوز هم برخی از مردم به‌ویژه شکارچیان از این نام استفاده می‌کنند.
رژیم غذایی گیلارها عمدتاً از برگ علف‌ها (۸۰٪) تشکیل شده است، دیگر غذاهای مصرفی دانه‌ها (~۱۰٪)، ریشه‌ها و ساقه‌ها (~۵٪) هستند.